# Meduza

Anatomia meduzy

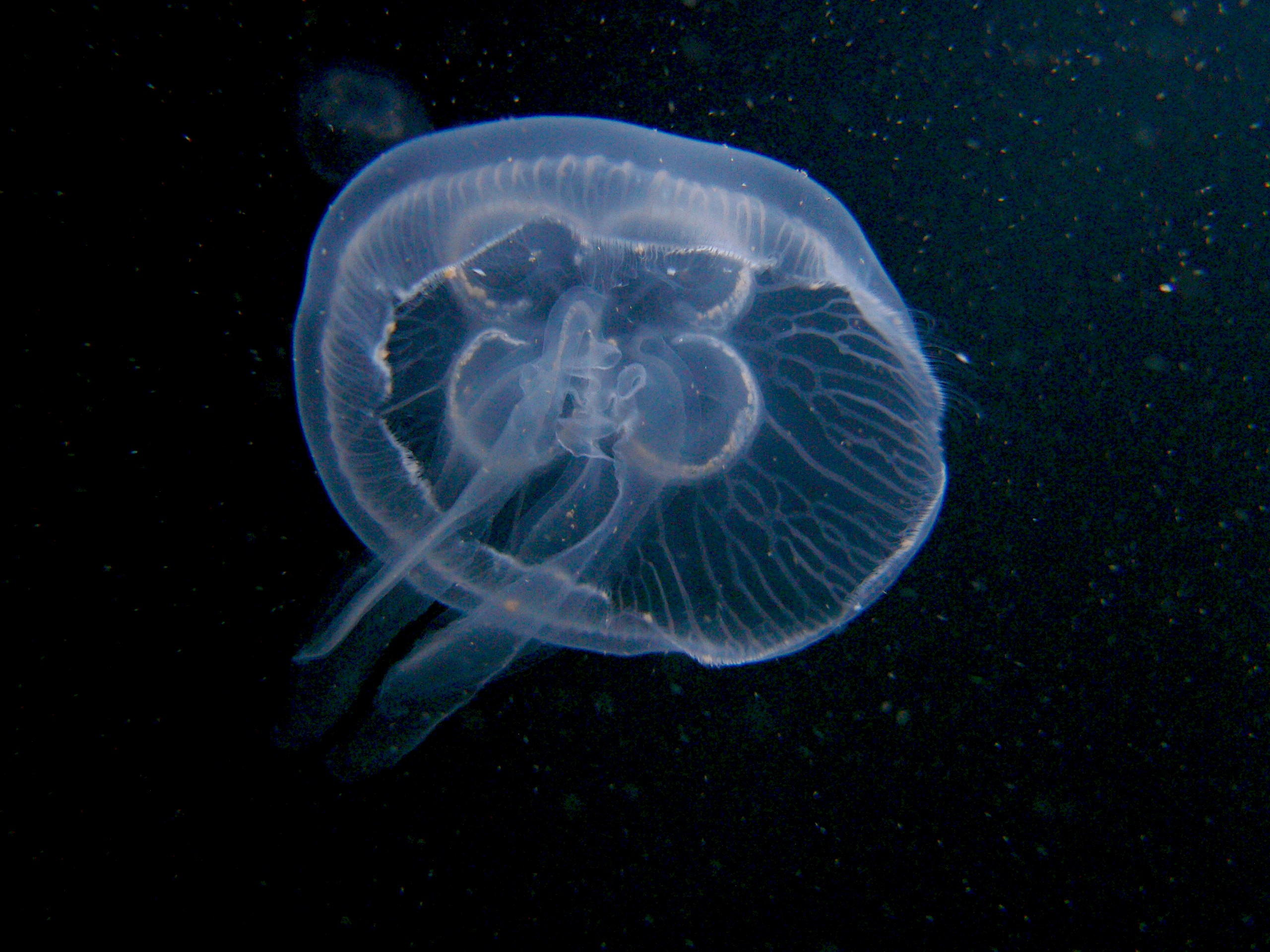
Chełbia modra (Aurelia aurita)

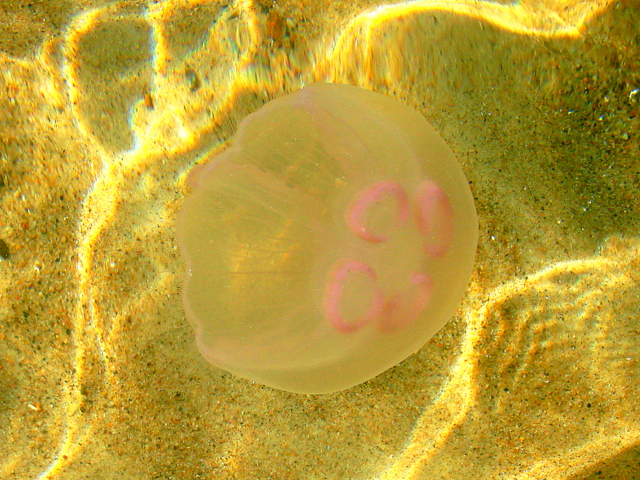
Meduza w wodach Bałtyku

Meduza (Scyphozoa) – jedna z dwóch form morfologicznych parzydełkowców (Cnidaria), pierwotnie swobodnie pływająca, pelagiczna, z galaretowatym ciałem, zwykle w kształcie dzwonu lub parasola, zasadniczo rozmnażająca się płciowo. Nie występuje u koralowców (Anthozoa). Meduzy są drapieżne. Do chwytania zdobyczy i do obrony używają parzydełek. Drugą z form życiowych parzydełkowców jest polip.
Meduza powstaje zwykle z polipa, z wyjątkiem pozbawionych tego stadium trachymeduz (Trachymedusae), u których meduza powstaje z pelagicznej aktinuli (larwy) hydromeduzy. Meduzy macierzyste niektórych stułbiopławów (Hydrozoa) mogą rozmnażać się bezpłciowo poprzez wytwarzanie meduz potomnych. Meduza żyje do kilku miesięcy. Zwykle ginie po zakończeniu rozrodu.
Meduzy poszczególnych gromad parzydełkowców (z wyjątkiem koralowców) różnią się sposobem powstawania oraz wieloma szczegółami budowy. Mają też odrębne nazwy:
- scyfomeduza – meduza krążkopławów (Scyphozoa),
- hydromeduza – meduza stułbiopławów (Hydrozoa),
- kubomeduza – meduza kostkowców (Cubozoa).

Ciało meduz wykazuje symetrię promienistą. Ma kształt mniej lub bardziej spłaszczonego parasola, dzwonu, dysku lub grzybka. Składa się z zewnętrznego naskórka pochodzenia ektodermalnego i wewnętrznej gastrodermy wyścielającej jamę gastralną rozdzielonych mezogleą lub mezenchymą. W naskórku (epidermie) występują komórki nabłonkowo-mięśniowe, desmocyty, komórki interstycjalne, komórki zmysłowe, nerwowe i knidoblasty. Z tych ostatnich powstają komórki parzydełkowe.
Pośrodku spodniej strony ciała mieści się otwór gębowy prowadzący do gardzieli, a przez nią do jamy gastralnej (chłonąco-trawiącej). Na krawędziach ciała osadzone są czułki, pojedyncze oczka i statocysty. Całe ciało otoczone jest pierścieniami nerwowymi: motorycznym i sensorycznym.
Rozdzielnopłciowe meduzy rozmnażają się poprzez produkcję gamet, które wyrzucane są na zewnątrz ciała, gdzie po zapłodnieniu tworzą larwę zwaną planulą.